# Lorentzkraft

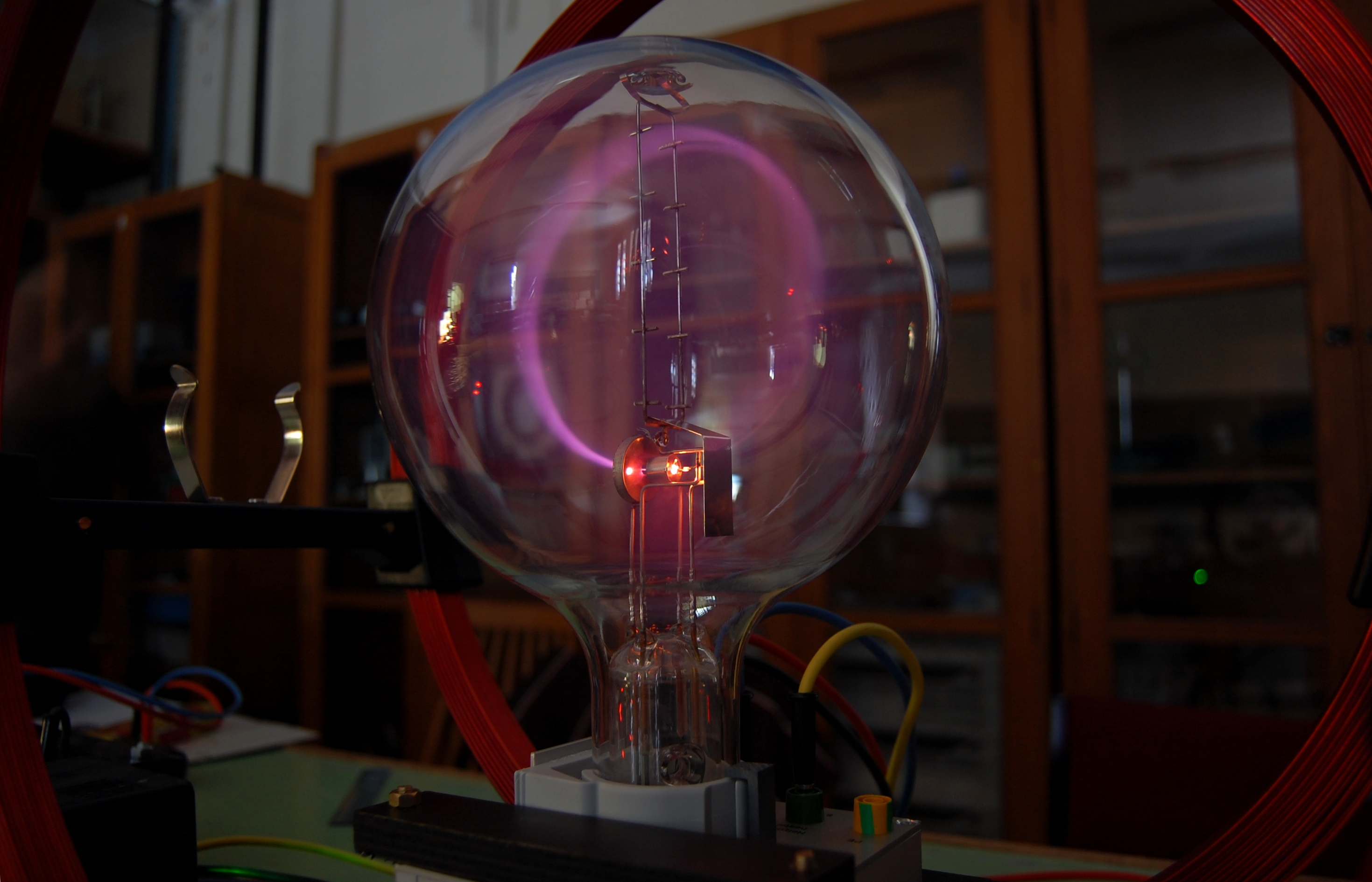
Das Fadenstrahlrohr demonstriert die Wirkung der Lorentzkraft auf bewegte Ladungen (Elektronen).

Die Lorentzkraft ist die Kraft, die eine Ladung in einem magnetischen oder elektrischen Feld erfährt. Während ein elektrisches Feld auf bewegte und unbewegte Ladungen gleichermaßen wirkt, übt ein Magnetfeld Kraft nur auf bewegte Ladungen aus. Sie ist nach dem niederländischen Mathematiker und Physiker Hendrik Antoon Lorentz benannt. Oft wird nur die magnetische Komponente als Lorentzkraft bezeichnet.
Die magnetische Komponente der Kraft ist am größten, wenn die Bewegungsrichtung der Ladung senkrecht zu den magnetischen Feldlinien verläuft, und gleich Null, wenn sich die Ladung entlang einer Feldlinie bewegt. Sie wirkt immer senkrecht zur Bewegungsrichtung der Ladung und zu den Magnetfeldlinien. Ihre Wirkungsrichtung kann mit der Drei-Finger-Regel bestimmt werden. Für negative Ladungen verwendet man die linke, für positive Ladungen die rechte Hand.
Eine Erklärung der magnetischen Komponente, die letztlich auf die elektrostatische Anziehung zurückgeführt wird, liefert die Spezielle Relativitätstheorie.

## Doppeldeutige Bezeichnung
Die Bezeichnung „Lorentzkraft“ wird nicht einheitlich verwendet. Ältere Lehrwerke unterscheiden meist zwischen der Lorentzkraft im engeren Sinne {\displaystyle {\vec {F_{\text{L}}}}} und der Coulombkraft {\displaystyle {\vec {F_{\text{C}}}}}. Erstere wird von magnetischen Feldern auf bewegte Ladungen ausgeübt, letztere von elektrischen Feldern auf bewegte oder unbewegte Ladungen. 
Die neuere Literatur fasst beide Kräfte meist als magnetische Komponente {\displaystyle {\vec {F_{\text{B}}}}} und elektrische Komponente {\displaystyle {\vec {F_{\text{E}}}}} der Gesamtkraft {\displaystyle {\vec {F_{\text{B}}}}+{\vec {F_{\text{E}}}}}, der Lorentzkraft im weiteren Sinne, auf.

## Geschichte
Die Form des Induktionsgesetzes in On physical lines of force (1861) oder Eine dynamische Theorie des elektromagnetischen Feldes (1864) von James Clerk Maxwell enthält aus heutiger Sicht einen Anteil, der als Vorläufer der Lorentzkraft betrachtet werden kann. Die eigentliche Behandlung der auf bewegte Punktladungen in Magnetfeldern wirkenden Kräfte erfolgte erst 1881 durch J. J. Thomson. Bei ihm tritt noch ein fehlerhafter Vorfaktor ½ auf. Die korrekte Form der Lorentzkraft leiteten Oliver Heaviside (1889) und Hendrik Antoon Lorentz (1895) ab.

## Allgemeine Definition

a) Lorentzkraft bei Bewegung negativer bzw. positiver Ladungsträger
b) Störung des magnetischen Feldes durch die bewegten Ladungsträger. Die Teilchen bewegen sich hier in die Zeichenebene hinein, das Feld und die Kraft liegen in der Zeichenebene.

Bewegt sich eine elektrische Ladung {\displaystyle q} mit der Geschwindigkeit {\displaystyle {\vec {v}}} durch ein elektromagnetisches Feld, ist die insgesamt auf die Ladung wirkende Lorentzkraft im weiteren Sinne:
{\displaystyle {\vec {F}}={\vec {F_{\text{E}}}}+{\vec {F_{\text{B}}}}=q{\vec {E}}+q{\vec {v}}\times {\vec {B}}}
{\displaystyle {\vec {F_{\text{E}}}}} und {\displaystyle {\vec {F_{\text{B}}}}} sind dabei die elektrische und magnetische Komponente der Lorentzkraft im weiteren Sinne, {\displaystyle {\vec {E}}} die elektrische Feldstärke, {\displaystyle {\vec {B}}} die magnetische Flussdichte und das Zeichen {\displaystyle \times } das des Vektor- oder Kreuzprodukts der beteiligten Vektoren.
Der resultierende Vektor eines Kreuzprodukts steht stets senkrecht auf beiden Ausgangsvektoren, und das Skalarprodukt orthogonaler Vektoren ist gleich 0. Daraus ergibt sich für den Fall eines nicht vorhandenen äußeren elektrischen Felds ({\displaystyle E=0}):
- Bei der Ablenkung eines Teilchens der Ladung {\displaystyle q} im räumlich und zeitlich konstanten Magnetfeld wird im Gegensatz zur Ablenkung im elektrischen Feld keinerlei Arbeit verrichtet, die kinetische Energie und damit die Bahngeschwindigkeit bleiben also unverändert, denn

{\displaystyle {\frac {\mathrm {d} W_{\text{kin}}}{\mathrm {d} t}}={\frac {m}{2}}\,{\frac {\mathrm {d} ({\vec {v}}^{2})}{\mathrm {d} t}}=m{\vec {v}}\cdot {\frac {\mathrm {d} {\vec {v}}}{\mathrm {d} t}}={\vec {v}}\cdot \left(m{\vec {a}}\right)={\vec {v}}\cdot {\vec {F}}=q\,{\vec {v}}\cdot {\bigl (}{\vec {v}}\times {\vec {B}}{\bigr )}=0}.
Dies gilt auch für relativistische Teilchen. Tatsächlich jedoch emittieren die Teilchen wegen ihrer Ablenkung Bremsstrahlung und geben dadurch Energie ab.
- Verlaufen die Vektoren {\displaystyle {\vec {v}}} und {\displaystyle {\vec {B}}} parallel oder antiparallel zueinander, wird {\displaystyle {\vec {F}}} gleich 0. Bewegt sich eine Ladung {\displaystyle q} in Feldlinienrichtung eines Magnetfelds oder genau entgegengerichtet, findet also keinerlei Ablenkung statt.

Betrachtet man dagegen, wie in älteren Physik-Lehrbüchern üblich, als Lorentzkraft im engeren Sinne allein die magnetische Komponente der obigen Gesamtkraft {\displaystyle {\vec {F}}}, gilt für ihre Berechnung entsprechend die Formel:
{\displaystyle {\vec {F}}_{\text{L}}=q{\vec {v}}\times {\vec {B}}}
Die in solchem Fall ebenfalls separat betrachtete elektrische Komponente der Lorentzkraft im weiteren Sinne wird dann als Coulombkraft bezeichnet und wie folgt berechnet:
{\displaystyle {\vec {F}}_{\text{C}}=q{\vec {E}}}
Die Formelzeichen {\displaystyle {\vec {F_{\text{B}}}}} und {\displaystyle {\vec {F_{\text{L}}}}} bzw. {\displaystyle {\vec {F_{\text{E}}}}} und {\displaystyle {\vec {F_{\text{C}}}}} bezeichnen dabei jeweils einander Entsprechendes, wobei man der Klarheit der Schreibweise wegen nach Möglichkeit die eine oder die andere Konvention beibehalten sollte.

### Formulierung der Lorentzkraft im Gauß-System
Im Unterschied zu der obigen Schreibweise der Formel für die Lorentzkraft {\displaystyle {\vec {F_{\text{L}}}}}, die auf dem in der Elektrotechnik und den experimentellen Naturwissenschaften üblichen Internationalen Maßsystem basiert, schreibt man in der theoretischen Physik und allgemeiner besonders in England und den USA für dieselbe Kraft im äquivalenten, aber leicht verschiedenen Gaußschen Einheitensystem
{\displaystyle {\vec {F}}_{L}=q_{\text{cgs}}\left({\frac {\vec {v}}{c}}\times {\vec {B}}_{\text{cgs}}\right),}
bzw. für die Lorentzkraft im weiteren Sinn
{\displaystyle {\vec {F}}=q_{\text{cgs}}\left({\vec {E}}_{\text{cgs}}+{\frac {\vec {v}}{c}}\times {\vec {B}}_{\text{cgs}}\right),}
wobei die Größen {\displaystyle q_{\text{cgs}}} und {\displaystyle {\vec {B}}_{\text{cgs}}} sowie {\displaystyle {\vec {E}}_{\text{cgs}}} den entsprechenden SI-Größen weitgehend äquivalent sind, man sie also der Einfachheit halber meist ohne spezielle Indizes ebenfalls als {\displaystyle q} und {\displaystyle {\vec {B}}} sowie {\displaystyle {\vec {E}}} bezeichnet. Es gelten jedoch die Transformationsformeln:
{\displaystyle q_{\mathrm {cgs} }=q_{\mathrm {SI} }/{\sqrt {4\pi \varepsilon _{0}}}}
{\displaystyle {\vec {E}}_{\text{cgs}}={\sqrt {4\pi \varepsilon _{0}}}\cdot {\vec {E}}_{\mathrm {SI} }}
{\displaystyle {\vec {B}}_{\mathrm {cgs} }={\vec {B}}_{\mathrm {SI} }\cdot c\cdot {\sqrt {4\pi \varepsilon _{0}}}={\vec {B}}_{\mathrm {SI} }\cdot {\sqrt {\frac {4\pi }{\mu _{0}}}}}
mit der dimensionsbehafteten Dielektrizitätskonstanten im Vakuum {\displaystyle \varepsilon _{0}} (für die systematische Umrechnung von Größen in SI-Einheiten ins cgs-System und umgekehrt siehe den entsprechenden Abschnitt im Artikel über die Maxwellschen Gleichungen).

## Lorentzkraft auf bewegte Punktladungen

Bewegung einer Punktladung q in einem senkrecht zu ihrer Bahn (in diesem Fall aus der Zeichenebene heraus) verlaufenden Magnetfeld: Negative Ladungen (q < 0) werden dabei im Bild nach oben, positive (q > 0) nach unten und neutrale (q = 0) überhaupt nicht abgelenkt.

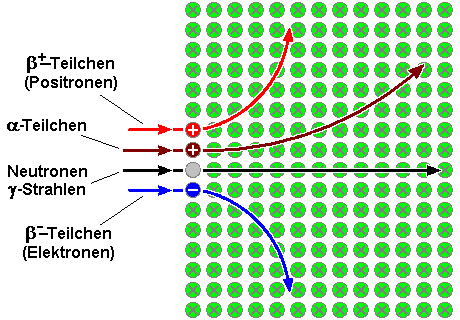
Flugbahnen frei beweglicher Teilchen in einem Magnetfeld je nach Masse und Ladung.

Als bewegte Punktladungen werden kleine freie Ladungen wie etwa Elektronen, Protonen oder andere geladene Elementarteilchen sowie Alphateilchen und andere Ionen betrachtet, die sich frei im Raum, z. B. im Vakuum oder in einer Salzlösung, bewegen können.
Da die Richtung der Lorentzkraft vom Vorzeichen der Ladung {\displaystyle q} abhängt, werden entgegengesetzt geladene Punktladungen gleicher Bewegungsrichtung in entgegengesetzte Richtungen abgelenkt. Bewegen sich die entgegengesetzt geladenen Punktladungen dagegen außerdem (z. B. in einer Salzlösung, an die man eine elektrische Spannung gelegt hat) in entgegengesetzte Richtungen, ist die Richtung ihrer magnetischen Ablenkung wieder die gleiche (siehe nebenstehende Abbildungen).
Der Betrag der Lorentzkraft ergibt sich dabei aus
{\displaystyle |{\vec {v}}\times {\vec {B}}|=|{\vec {v}}|\,|{\vec {B}}|\,\sin \alpha }
zu
{\displaystyle |{\vec {F}}_{\text{L}}|=|q|\,|{\vec {v}}|\,|{\vec {B}}|\,\sin \alpha }
mit {\displaystyle \alpha } als dem Winkel zwischen der Bewegungsrichtung von q und der Richtung des Magnetfelds bzw. seiner Flussdichte {\displaystyle {\vec {B}}}.
Bewegt sich die Punktladung genau senkrecht zum Magnetfeld, gilt {\displaystyle \sin \alpha =1}, also:
{\displaystyle |{\vec {F}}_{\text{L}}|=|q|\,|{\vec {v}}|\,|{\vec {B}}|}

Magnetische Ablenkung der Ionen versetzt eine stromdurchflossene Salzlösung in Rotation.
Der Geschwindigkeitsfilter nach Wien beruht auf Kräftegleichgewicht zwischen Lorentzkraft und Coulombkraft.

## Lorentzkraft am stromdurchflossenen Leiter

Die Stromwaage misst die Lorentzkraft am stromdurchflossenen Leiter.

Die Lorentzkraft ist das zentrale Bindeglied zwischen Elektrizität und Mechanik. Fließt Strom durch einen Leiter, der quer oder schräg zu den Feldlinien eines ihn umgebenden Magnetfelds liegt, dann lässt sich eine Kraftwirkung auf den Leiter feststellen. Die Auslenkung im Leiterschaukelversuch oder die Messungen beim Stromwaagen-Experiment verdeutlichen dies. Die Kraftwirkung leitet sich dabei aus der auf eine bewegte Punktladung wirkenden Lorentzkraft her; diese wirkt auf die einzelnen Ladungsträger im Leiter.

Lorentzkraft am Leiterstück

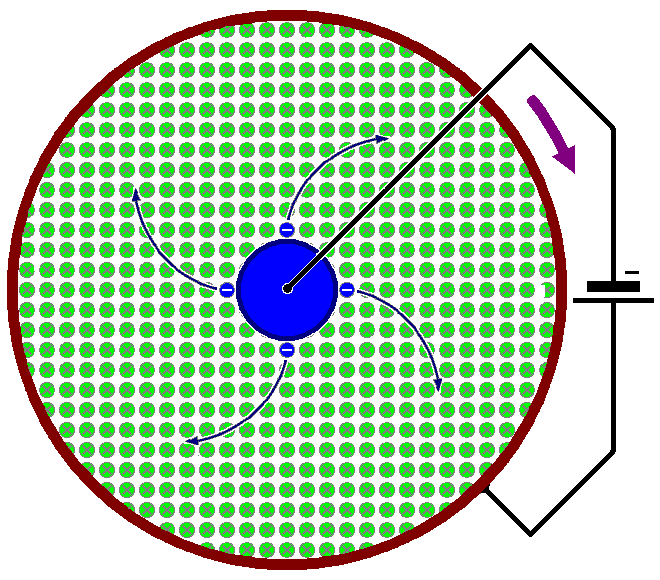
Der Stromfluss durch eine elektrisch leitende Scheibe in einem senkrecht zu ihr verlaufenden Magnetfeld versetzt die Scheibe (ähnlich wie die Salzlösung im vorhergehenden Abschnitt, s. o.) in Rotation (Homopolarmotor).

Um die genannten Vorgänge rechnerisch zu erfassen, werde der Einfachheit halber zunächst ein gerades Stück Draht der gerichteten Länge {\displaystyle {\vec {\ell }}} betrachtet, das in einem zeitlich konstanten homogenen äußeren Magnetfeld der Flussdichte {\displaystyle B} liegt. Durch den Draht fließe ein ebenfalls zeitlich konstanter Strom der Stärke {\displaystyle I}, sodass seine Leitungselektronen sich mit der gleichbleibenden Geschwindigkeit {\displaystyle {\vec {v}}} durch den Draht bewegen und dabei in der Laufzeit {\displaystyle t} die Gesamtladung
{\displaystyle q=I\,t}
mit der Geschwindigkeit
{\displaystyle {\vec {v}}={\frac {\vec {\ell }}{t}}}
transportieren. Wegen {\displaystyle q\,{\vec {v}}=I\,{\vec {\ell }}} ist damit die Summe der Lorentzkräfte auf alle am Stromfluss beteiligten Leitungselektronen und damit auf das Drahtstück als Ganzes
{\displaystyle {\vec {F_{\text{L}}}}=q\,({\vec {v}}\times {\vec {B}})=I\,({\vec {\ell }}\times {\vec {B}}).}
Die zugehörige Betragsgleichung lautet dann
{\displaystyle |{\vec {F}}_{\text{L}}|=|I|\,|{\vec {\ell }}|\,|{\vec {B}}|\,\sin \alpha }
mit {\displaystyle \alpha } als dem Winkel zwischen der Längsrichtung des Drahtes und der Richtung der magnetischen Flussdichte {\displaystyle {\vec {B}}}.
Verläuft der Draht genau senkrecht zum Magnetfeld, ist {\displaystyle \sin \alpha =1} und die Gleichung vereinfacht sich zu
{\displaystyle |{\vec {F}}_{\text{L}}|=|I|\,|{\vec {\ell }}|\,|{\vec {B}}|.}
Für gekrümmte Leiter muss die Kraftwirkung durch Integration berechnet werden, indem das Magnetfeld nur für infinitesimal kleine Stücke {\displaystyle \mathrm {d} {\boldsymbol {\vec {\ell }}}} des Leiters als konstant angesehen wird. Damit ergibt sich folgende Formel:
{\displaystyle {\vec {F_{\text{L}}}}=I\int \mathrm {d} {\boldsymbol {\vec {\ell }}}\times {\vec {B}}}

### Kraft zwischen zwei stromdurchflossenen Leitern
Verknüpft man die Formel für die Lorentzkraft auf stromdurchflossene Leiter mit dem Biot-Savart-Gesetz für das Magnetfeld um stromdurchflossene Leiter, so ergibt sich eine Formel für die Kraft, die zwei stromdurchflossene dünne Leiter aufeinander ausüben, was in der Literatur auch als ampèresches Kraftgesetz (nicht zu verwechseln mit dem ampèreschen Gesetz) bezeichnet wird.
Wenn die beiden Leiter dünn sind und einander parallel gegenüberliegen wie die gegenüberliegenden Seiten eines Rechtecks, dann ergibt sich die schon von der Ampère-Definition her bekannte einfache Formel für den Kraftbetrag {\displaystyle F_{12}} der aufeinander wirkenden (nach dem Wechselwirkungsprinzip gleich großen) Kräfte:
{\displaystyle F_{12}=\ell \cdot {\frac {\mu _{0}}{2\pi }}{\frac {I_{1}I_{2}}{r}}}
Dabei ist {\displaystyle \ell } die (bei beiden Leitern gleich große) Länge der Leiter, {\displaystyle r} ihr gegenseitiger Abstand und {\displaystyle I_{1},\,I_{2}} sind die Stromstärken in den beiden Leitern.

## Elektromagnetische Induktion
Des Weiteren erklärt die Lorentzkraft die Umwandlung mechanischer Bewegung in elektrische Spannung. Dabei ergibt sich mittels der Lorentzkraft eine alternative Herleitung der elektromagnetischen Induktion statt über die Flussänderung.

Lorentzkraft und Induktion

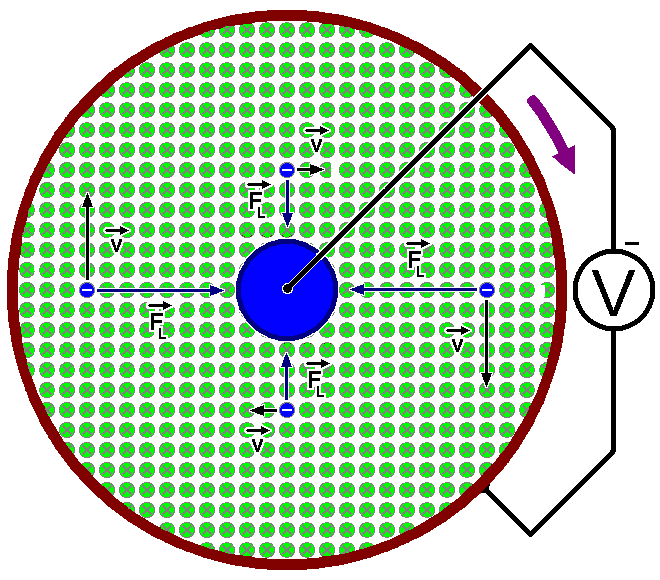
Die Rotation einer elektrisch leitenden Scheibe in einem senkrecht zu ihr verlaufenden Magnetfeld erzeugt eine Induktionsspannung zwischen ihrer Achse und Peripherie (Unipolargenerator).

Der Einfachheit halber sei wieder ein gerades Stück Draht der Länge {\displaystyle l} betrachtet, das nun mit der konstanten Geschwindigkeit {\displaystyle {\vec {v}}} quer durch ein senkrecht zu ihm verlaufendes zeitlich konstantes homogenes äußeres Magnetfeld der Flussdichte {\displaystyle B} geschoben werde, also so, dass die Längsrichtung des Drahtes dabei außerdem senkrecht auf {\displaystyle {\vec {v}}} steht.
Wie weiter oben erläutert, halten sich in diesem Fall zwei Kräfte die Waage, zum einen die Lorentzkraft {\displaystyle {\vec {F_{\text{L}}}}}, die die Leitungselektronen des Drahtes in Richtung eines seiner beiden Enden verschiebt, zum anderen die auf die Leitungselektronen wirkende Coulombkraft {\displaystyle {\vec {F_{\text{C}}}}} aufgrund der durch die Ladungstrennung zwischen beiden Leiterenden induzierten elektrischen Spannung:
{\displaystyle {\vec {F}}_{\text{L}}+{\vec {F}}_{\text{C}}=0\Leftrightarrow {\vec {F}}_{\text{C}}=-{\vec {F}}_{\text{L}}\Leftrightarrow q\,{\vec {E}}=-q\,({\vec {v}}\times {\vec {B}})}
Herauskürzen der, wie zu sehen, hier gänzlich unerheblichen Gesamtladung {\displaystyle q} und skalare Multiplikation mit dem Vektor der gerichteten Leiterlänge {\displaystyle {\vec {\ell }}} liefert schlussendlich die Gleichung für die gesuchte Induktionsspannung {\displaystyle U_{\text{ind}}}:
{\displaystyle U_{\mathrm {ind} }={\vec {\ell }}\cdot {\vec {E}}=-{\vec {\ell }}\cdot ({\vec {v}}\times {\vec {B}})=({\vec {\ell }}\times {\vec {B}})\cdot {\vec {v}}}
Sind die drei Vektoren, wie eingangs verlangt, paarweise senkrecht zueinander, vereinfacht sich das Spatprodukt l·(v×B), sodass sich die bekannte Formel
{\displaystyle U_{\text{ind}}=-|{\vec {\ell }}|\,|{\vec {v}}|\,|{\vec {B}}|}
ergibt (siehe dazu auch den Artikel Leiterschaukel).

## Lenzsche Regel
Überbrückt man nun beide Enden des bewegten Leiters mit einem ohmschen Widerstand der Größe R, der dagegen nicht gegenüber dem Magnetfeld bewegt wird, entsteht eine geschlossene Leiterschleife, über die sich die Induktionsspannung ausgleichen kann, sodass diese und das Produkt {\displaystyle I_{\text{ind}}\cdot R} also gemäß der Kirchhoffschen Maschenregel die Summe 0 liefern:
{\displaystyle U_{\mathrm {ind} }+I_{\text{ind}}\cdot R=0\ \Leftrightarrow \ {I_{\text{ind}}}={\frac {-U_{\text{ind}}}{R}}={\frac {{\vec {\ell }}\cdot ({\vec {v}}\times {\vec {B}})}{R}}={\frac {-({\vec {\ell }}\times {\vec {B}})\cdot {\vec {v}}}{R}}}

Stromkreis demonstriert Lenzsche Regel.

Lorentzkraft erklärt Lenzsche Regel.

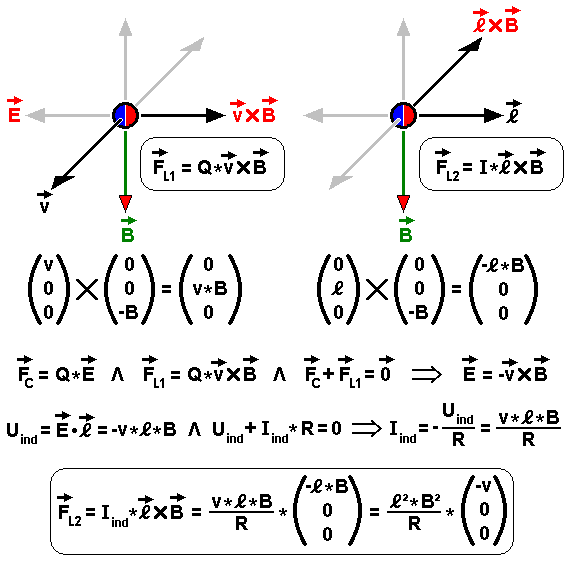
Vektorielle Herleitung der Gegenkraft F_{L2}.

Der durch den geschlossenen Stromkreis fließende Strom erzeugt nun eine weitere Lorentzkraft FL2, die der ursprünglichen Bewegungsrichtung entgegenwirkt:
{\displaystyle F_{\text{L2}}={I_{\text{ind}}}\cdot {\vec {\ell }}\times {\vec {B}}=-{\frac {{\ell }^{2}\cdot B^{2}}{R}}\cdot {\vec {v}}}
Ist der Widerstand R der Leiterschleife dabei unendlich groß, z. B. der Stromkreis offen, ist keine Gegenkraft FL2 zu spüren – wird R dagegen, z. B. in Supraleitern, unendlich klein, verhindert sie damit praktisch jegliche Bewegung.
Die Lorentzkraft erklärt somit nicht nur die Ladungstrennung, mit der die Induktionsspannung entsteht, sondern das Zustandekommen der Gegenkraft als Essenz der Lenzschen Regel.
In gleicher Weise erzeugen Generatoren Spannung und lassen Ströme fließen, wodurch sie mechanische in elektrische Energie umformen, während beim Elektromotor umgekehrt Spannung und Strom so gerichtet sind, dass elektrische Energie aufgenommen und als verrichtete mechanische Arbeit wieder abgegeben wird.

## Wirkungsprinzip
Die Lorentzkraft ergibt sich in der lagrangeschen Formulierung der Bewegung eines geladenen Teilchens der Ladung {\displaystyle q} und der Masse {\displaystyle m} aus der Lagrangefunktion
{\displaystyle {\mathcal {L}}({\vec {x}},{\vec {v}},t)=-mc^{2}{\sqrt {1-{\frac {{\vec {v}}^{2}}{c^{2}}}}}+q\,{\vec {v}}\cdot {\vec {A}}-q\,\Phi }.
Hierbei sind {\displaystyle \Phi ({\vec {x}},t)} und {\displaystyle {\vec {A}}({\vec {x}},t)} das skalare Potential und das Vektorpotential, die zu der elektrischen Feldstärke
{\displaystyle {\vec {E}}=-\nabla \Phi -{\frac {\partial {\vec {A}}}{\partial t}}}
und der magnetischen Flussdichte
{\displaystyle {\vec {B}}=\nabla \times {\vec {A}}}
gehören.
Das Prinzip der stationären Wirkung führt auf die Euler-Lagrange-Gleichungen
{\displaystyle {\frac {\mathrm {d} }{\mathrm {d} t}}\nabla _{\vec {v}}{\mathcal {L}}-\nabla _{\vec {x}}{\mathcal {L}}=0}.
Die Auswertung der in den Nabla-Operatoren vorkommenden partiellen Ableitungen liefert:
{\displaystyle {\frac {\mathrm {d} }{\mathrm {d} t}}\left({\frac {m\,{\vec {v}}}{\sqrt {1-{\frac {{\vec {v}}^{2}}{c^{2}}}}}}+q\,{\vec {A}}\right)-q\,\nabla \left({\vec {v}}\cdot {\vec {A}}\right)+q\,\nabla \Phi =0}
Dabei ist der erste Term in den runden Klammern der (kinetische) Impuls (während der gesamte Ausdruck in den ersten runden Klammern den generalisierten Impuls beschreibt) eines sich mit der Geschwindigkeit {\displaystyle {\vec {v}}} bewegenden Teilchens:
{\displaystyle {\vec {p}}={\frac {m\,{\vec {v}}}{\sqrt {1-{\frac {{\vec {v}}^{2}}{c^{2}}}}}}}
Die totale zeitliche Ableitung des Vektorpotentials, das explizit von der Zeit und von allen Ortskoordinaten abhängig ist, lautet unter Benutzung der Vektorrelation {\displaystyle {\vec {v}}\times (\nabla \times {\vec {A}})=\nabla ({\vec {v}}\cdot {\vec {A}})-({\vec {v}}\cdot \nabla ){\vec {A}}}:
{\displaystyle {\frac {\mathrm {d} }{\mathrm {d} t}}{\vec {A}}=\sum _{i}{\frac {\partial {\vec {A}}}{\partial x_{i}}}{\frac {\mathrm {d} x_{i}}{\mathrm {d} t}}+{\frac {\partial {\vec {A}}}{\partial t}}=({\vec {v}}\cdot \nabla )\mathbf {A} +{\frac {\partial {\vec {A}}}{\partial t}}=-{\vec {v}}\times (\nabla \times {\vec {A}})+\nabla ({\vec {v}}\cdot {\vec {A}})+{\frac {\partial {\vec {A}}}{\partial t}}}
Eingesetzt ergibt sich:
{\displaystyle {\frac {\mathrm {d} {\vec {p}}}{\mathrm {d} t}}-\underbrace {q\,{\vec {v}}\times \left(\nabla \times {\vec {A}}\right)} _{q\,{\vec {v}}\times {\vec {B}}}+\underbrace {q\,\nabla \Phi +q\,{\frac {\partial {\vec {A}}}{\partial t}}} _{-q\,{\vec {E}}}=0}
Somit erhält man die Bewegungsgleichung in Abhängigkeit von E und B:
{\displaystyle {\frac {\mathrm {d} {\vec {p}}}{\mathrm {d} t}}={\vec {F}}=q\,({\vec {E}}+{\vec {v}}\times {\vec {B}})}

## Beispiele

### Historische Definition der Maßeinheit Ampere

Kraftwirkung auf zwei gerade benachbarte Leiter

Die Lorentzkraft war von 1948 bis 2019 Grundlage der international gültigen Definition der SI-Basiseinheit Ampere:
Ein Ampere ist „die Stärke eines zeitlich unbegrenzt unveränderlichen elektrischen Stroms, der durch zwei parallel im Abstand von 1 m im Vakuum angeordnete geradlinige, unendlich lange Leiter mit vernachlässigbar kleinem, kreisförmigem Querschnitt fließend, elektrodynamisch die Kraft von {\displaystyle 2\cdot 10^{-7}} N je m Leiterlänge zwischen diesen Leitern hervorrufen würde.“
Der Betrag der Kraft ergibt sich nach dem Ampèreschen Kraftgesetz für zwei gerade, benachbarte und dünne Linienleiter. Bei zwei Leitern, die jeweils vom Strom {\displaystyle I_{1}} bzw. {\displaystyle I_{2}} mit einem gegenseitigen Abstand {\displaystyle r} durchflossen werden, beträgt die längenbezogene magnetische Lorentzkraft {\displaystyle F'_{12}}:
{\displaystyle F'_{12}={\frac {\mu _{0}}{2\pi }}{\frac {I_{1}I_{2}}{r}}}
Die resultierende Kraft ist hier anziehend, bei entgegengesetzt gerichteten Strömen wäre sie abstoßend.

### Technische Anwendungen der Lorentzkraft
- Rotierende elektrische Maschinen wie der Elektromotor und der elektrische Generator
- Ablenkmagnete und Ablenksysteme zur Fokussierung und Ablenkung von geladener Teilchenstrahlung (zum Beispiel in der Kathodenstrahlröhre, in Bildröhren, in allen Kreisbeschleunigern)
- Wienfilter, der nur Ionen einer bestimmten Geschwindigkeit passieren lässt
- In magnetfeldabhängigen Widerständen, wie in der Feldplatte, beim Hall-Effekt und den darauf basierenden Hall-Sensoren
- Magnetohydrodynamische Generatoren und magnetohydrodynamischer Antrieb
- elektrodynamische Wandler, zum Beispiel Lautsprecher, dynamische Mikrofone, Drehspulmesswerke
- magnetischer Einschluss des Plasmas in Kernfusionsreaktoren wie beim Tokamak und beim Stellarator
- Berührungslose Durchflussmessung mit Lorentzkraft-Anemometrie
- Massenspektrometrie zur chemischen und physikalischen Analytik

### Lorentzkräfte in der Natur
- Die Ablenkung des Sonnenwinds durch das Magnetfeld der Erde im Van-Allen-Gürtel erfolgt durch die Lorentzkraft.